# Newton Arvin
Newton Arvin (23 de Agosto de 1900 - 21 de Março de 1963), cujo nome completo é Frederick Newton Arvin, foi um dos mais prestigiados críticos literários norte-americanos de meados do século XX, sendo actualmente mais lembrado por ter sido mentor e amante de Truman Capote.
Recebeu em 1951 o National Book Awards na categoria "não-ficção" com um artigo sobre Herman Melville.